# 月形町
月形町（つきがたちょう）は、北海道空知総合振興局管内にある町。

## 地理
北海道空知総合振興局管内の中部西端に位置する。町域は増毛山地と石狩川の間の中山間地域にあたる。総面積151km2のうち約6割が山林、約2割が耕地である。
- 山：隈根山、三角山、円山
- 河川：石狩川、札比内川、中小屋川、須部都川、モロワ川
- 湖沼：大沼、小沼、三日月湖（旧　石狩川）

### 隣接している自治体
- 空知総合振興局
  - 岩見沢市
  - 美唄市
  - 樺戸郡浦臼町
- 石狩振興局
  - 石狩郡当別町
  - 石狩郡新篠津村

## 歴史
町名の由来は樺戸集治監の初代典獄（所長）、月形潔の姓から。
- 江戸時代は松前藩領である。
- 1881年（明治14年） 樺戸集治監設置。初代典獄（所長）月形潔。月形村設置。
- 1882年（明治15年） 永倉新八が樺戸集治監で剣術師範を務める。
- 1899年（明治32年） 浦臼村（現浦臼町）が分立。
- 1903年（明治36年） 監獄官制施行により樺戸集治監が樺戸監獄と改称[3][4]。
- 1906年（明治39年） 二級町村制施行。
- 1919年（大正8年） 樺戸監獄が廃監。
- 1953年（昭和28年） 町制施行により月形町となる。
- 1972年（昭和47年） 町内の分監山にセスナ機が墜落（横浜航空そよかぜ号墜落事故）。乗員乗客10人全員死亡[5]。
- 1981年（昭和56年） 開基百年。
- 1983年（昭和58年） 月形刑務所設置[2]。

## 経済

### 産業
- 農業：米、切り花、果菜（メロン、スイカ）

### 特産品
農産品・加工食品
- 月形の花
- 月形メロン「月雫」「北の女王」「キングメルティー」
- 月形スイカ「ゴジラのたまご」「ダイナマイト」
- 北海カンロ
- トマトジュース「まんまるトマト」
- 月形ジンギスカン
- 月形まんじゅう
- 樺戸とうふ
- めろんこ里漬

### 農協
- 月形町農業協同組合（JA月形町）

### 金融機関
- 北海道銀行月形支店
- 北海道信用金庫月形支店

### 郵便局
- 月形郵便局（集配局）：雁里地区を除く全域
- 札比内郵便局

※雁里地区の集配は岩見沢郵便局（岩見沢市）が担当している。

### 宅配便
- ヤマト運輸：千歳主管支店美唄センター（美唄市）
- 佐川急便：岩見沢営業所（岩見沢市）
- 日本通運：岩見沢支店（岩見沢市）

## 公共機関
国の行政機関
- 法務省札幌矯正管区
  - 月形刑務所[2]
    - 岩見沢拘置支所

警察
- 北海道札幌方面岩見沢警察署
  - 月形駐在所
  - 札比内駐在所

消防
- 岩見沢地区消防事務組合
  - 月形支署

## 姉妹都市・提携都市

### 国内
姉妹都市
- 南区（新潟県新潟市）
  - 1992年（平成4年）2月14日に当時の月潟村と「友好姉妹町村」を締結。月潟村は2005年（平成17年）に新潟市へ編入合併したが、月形町と新潟市月潟地区との交流事業は継続している。

## 気候
昼夜の寒暖差が大きい内陸性気候で、平均気温は夏季には摂氏21度、冬季には氷点下6度前後となる。冬の積雪期間は130日前後で、最深積雪も2005年（平成17年）から2015年（平成27年）までの平均が160cmと多く、特別豪雪地帯に指定されている。
| 月形（1991年 - 2020年）の気候      | 月形（1991年 - 2020年）の気候 | 月形（1991年 - 2020年）の気候 | 月形（1991年 - 2020年）の気候 | 月形（1991年 - 2020年）の気候 | 月形（1991年 - 2020年）の気候 | 月形（1991年 - 2020年）の気候 | 月形（1991年 - 2020年）の気候 | 月形（1991年 - 2020年）の気候 | 月形（1991年 - 2020年）の気候 | 月形（1991年 - 2020年）の気候 | 月形（1991年 - 2020年）の気候 | 月形（1991年 - 2020年）の気候 | 月形（1991年 - 2020年）の気候 |
| 月                                 | 1月                           | 2月                           | 3月                           | 4月                           | 5月                           | 6月                           | 7月                           | 8月                           | 9月                           | 10月                          | 11月                          | 12月                          | 年                            |
| ---------------------------------- | ----------------------------- | ----------------------------- | ----------------------------- | ----------------------------- | ----------------------------- | ----------------------------- | ----------------------------- | ----------------------------- | ----------------------------- | ----------------------------- | ----------------------------- | ----------------------------- | ----------------------------- |
| 最高気温記録 °C （°F）             | 6.2 (43.2)                    | 10.1 (50.2)                   | 15.5 (59.9)                   | 25.1 (77.2)                   | 33.0 (91.4)                   | 33.6 (92.5)                   | 36.3 (97.3)                   | 36.0 (96.8)                   | 32.1 (89.8)                   | 26.5 (79.7)                   | 19.5 (67.1)                   | 12.6 (54.7)                   | 36.3 (97.3)                   |
| 平均最高気温 °C （°F）             | −2.2 (28)                     | −1.1 (30)                     | 2.9 (37.2)                    | 9.9 (49.8)                    | 16.9 (62.4)                   | 21.1 (70)                     | 24.6 (76.3)                   | 25.6 (78.1)                   | 22.1 (71.8)                   | 15.3 (59.5)                   | 7.1 (44.8)                    | 0.1 (32.2)                    | 11.9 (53.4)                   |
| 日平均気温 °C （°F）               | −6.0 (21.2)                   | −5.3 (22.5)                   | −1.3 (29.7)                   | 4.7 (40.5)                    | 11.1 (52)                     | 15.6 (60.1)                   | 19.6 (67.3)                   | 20.7 (69.3)                   | 16.5 (61.7)                   | 9.9 (49.8)                    | 3.1 (37.6)                    | −3.2 (26.2)                   | 7.1 (44.8)                    |
| 平均最低気温 °C （°F）             | −10.8 (12.6)                  | −10.7 (12.7)                  | −6.2 (20.8)                   | −0.4 (31.3)                   | 5.6 (42.1)                    | 11.1 (52)                     | 15.8 (60.4)                   | 16.8 (62.2)                   | 11.6 (52.9)                   | 4.7 (40.5)                    | −0.9 (30.4)                   | −7.2 (19)                     | 2.5 (36.5)                    |
| 最低気温記録 °C （°F）             | −23.7 (−10.7)                 | −25.6 (−14.1)                 | −22.8 (−9)                    | −12.0 (10.4)                  | −2.6 (27.3)                   | 1.8 (35.2)                    | 6.1 (43)                      | 7.3 (45.1)                    | 1.7 (35.1)                    | −4.0 (24.8)                   | −13.6 (7.5)                   | −23.7 (−10.7)                 | −25.6 (−14.1)                 |
| 降水量 mm （inch）                 | 139.1 (5.476)                 | 96.4 (3.795)                  | 68.5 (2.697)                  | 60.1 (2.366)                  | 88.5 (3.484)                  | 71.7 (2.823)                  | 122.8 (4.835)                 | 157.7 (6.209)                 | 145.7 (5.736)                 | 140.7 (5.539)                 | 159.4 (6.276)                 | 166.2 (6.543)                 | 1,416.6 (55.772)              |
| 平均降水日数 （≥1.0 mm）           | 22.9                          | 18.6                          | 15.7                          | 11.4                          | 11.1                          | 8.9                           | 10.0                          | 10.6                          | 12.5                          | 16.1                          | 20.7                          | 23.8                          | 182.3                         |
| 平均月間日照時間                   | 57.3                          | 73.7                          | 129.5                         | 173.8                         | 196.3                         | 167.7                         | 146.4                         | 152.1                         | 155.4                         | 129.1                         | 68.0                          | 39.7                          | 1,473.5                       |
| 出典1：Japan Meteorological Agency |                               |                               |                               |                               |                               |                               |                               |                               |                               |                               |                               |                               |                               |
| 出典2：気象庁                      |                               |                               |                               |                               |                               |                               |                               |                               |                               |                               |                               |                               |                               |

## 地域

### 人口
| |                                        |  |
| 月形町と全国の年齢別人口分布（2005年） | 月形町の年齢・男女別人口分布（2005年） |  |
| ■紫色 ― 月形町 ■緑色 ― 日本全国 | ■青色 ― 男性 ■赤色 ― 女性              |  |
| 月形町（に相当する地域）の人口の推移 \| 1970年（昭和45年） \| 6,654人 \| \| \| 1975年（昭和50年） \| 5,947人 \| \| \| 1980年（昭和55年） \| 5,427人 \| \| \| 1985年（昭和60年） \| 5,879人 \| \| \| 1990年（平成2年） \| 5,537人 \| \| \| 1995年（平成7年） \| 5,310人 \| \| \| 2000年（平成12年） \| 5,144人 \| \| \| 2005年（平成17年） \| 4,785人 \| \| \| 2010年（平成22年） \| 4,859人 \| \| \| 2015年（平成27年） \| 4,577人 \| \| \| 2020年（令和2年） \| 3,691人 \| \| |                                        |  |
| 総務省統計局 国勢調査より |                                        |  |
| 1970年（昭和45年） | 6,654人                                |  |
| 1975年（昭和50年） | 5,947人                                |  |
| 1980年（昭和55年） | 5,427人                                |  |
| 1985年（昭和60年） | 5,879人                                |  |
| 1990年（平成2年） | 5,537人                                |  |
| 1995年（平成7年） | 5,310人                                |  |
| 2000年（平成12年） | 5,144人                                |  |
| 2005年（平成17年） | 4,785人                                |  |
| 2010年（平成22年） | 4,859人                                |  |
| 2015年（平成27年） | 4,577人                                |  |
| 2020年（令和2年） | 3,691人                                |  |

### 消滅集落
2015年国勢調査によれば、以下の集落は調査時点で人口0人の消滅集落となっている。
- 月形町 - 字なし区域

### 教育
- 高等学校（道立）
  - 北海道月形高等学校

- 中学校
  - 月形町立月形中学校

- 小学校
  - 月形町立月形小学校

- 廃止された高等学校（私立）
  - 新墾藤学園高等学校 - 1970年（昭和45年）、跡地および元校舎は社会福祉法人藤の園に転用されている
- 廃止された中学校（私立）
  - 新墾藤学園中学校 - 1970年（昭和45年）、跡地および元校舎は社会福祉法人藤の園に転用されている
- 廃止された中学校
  - 月形町立紅葉谷中学校 - 1963年（昭和38年）
  - 月形町立札比内中学校 - 2001年（平成13年）、月形中学校に統合
- 廃止された小学校
  - 月形町立紅葉谷小学校 - 1963年（昭和38年）
  - 月形町立雁里小学校 - 1968年（昭和43年）
  - 月形町立中野小学校 - 1974年（昭和49年）
  - 月形町立昭栄小学校 - 1956年（昭和31年）、月形小学校篠津分校から改称、2004年（平成16年）、月形小学校へ統合
  - 月形町立知来乙小学校 - 2006年（平成18年）、月形小学校へ統合
  - 月形町立中和小学校 - 2006年（平成18年）、月形小学校へ統合
  - 月形町立札比内小学校 - 2012年（平成24年）、月形小学校に統合

### 住宅団地
- 白陽団地（月形町土地開発公社）
- 敷島団地公営住宅（北海道農業開発公社）
- ノースタウンなよろ - 北海道営＋名寄市・北海道開発コンサルタント、北海道、地域住宅、1994年
- 北海道営大麻サンゴールドヴィラ、北海道日建設計、北海道、地域住宅、1993年

## 交通

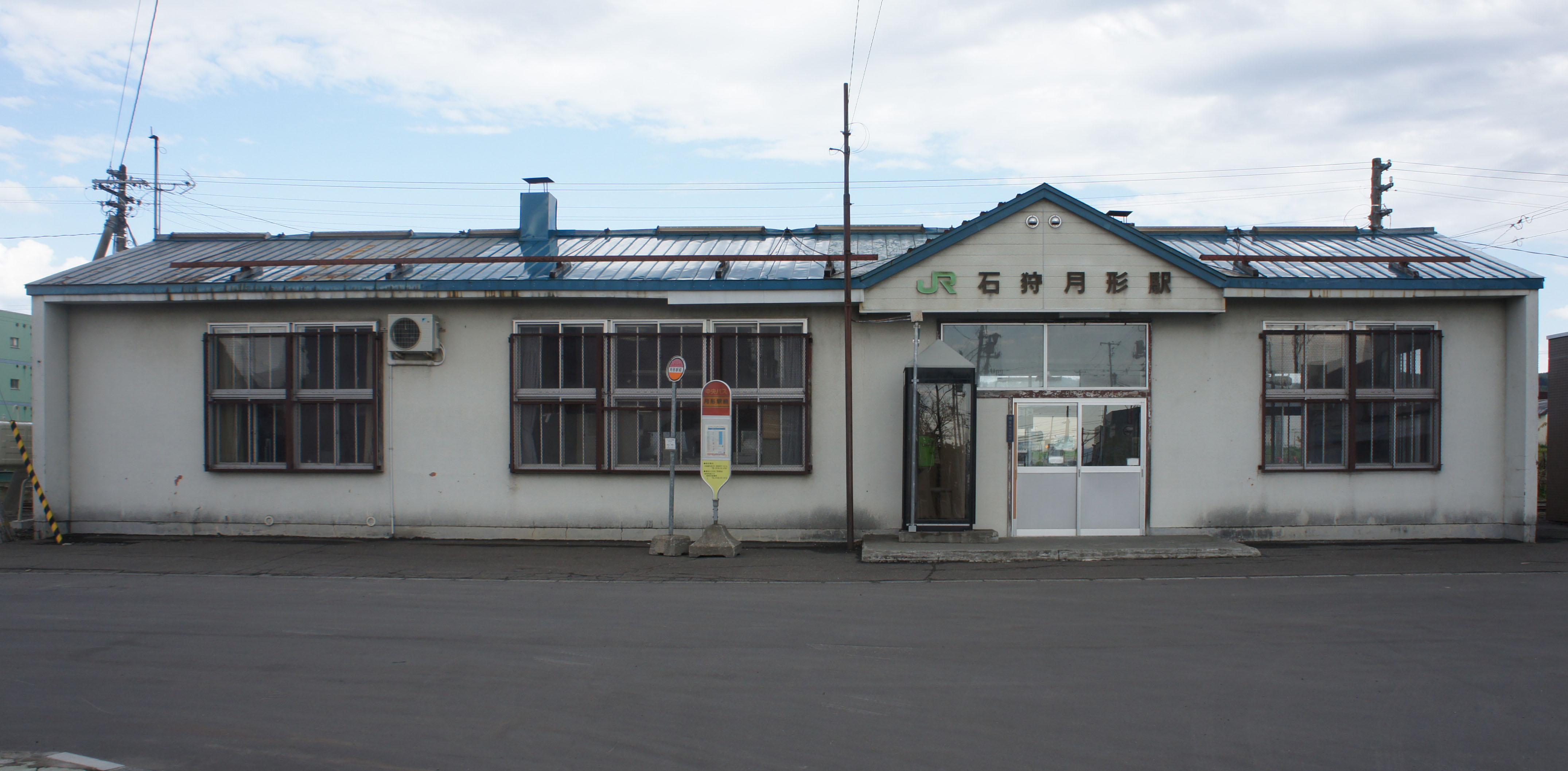
石狩月形駅

### 鉄道
鉄道は廃線により現在は通っていない。最寄り駅はJR北海道函館本線の岩見沢駅または同美唄駅となる。または、JR長沼線（学園都市線）の石狩当別駅か、北海道医療大学駅。岩見沢駅からは札幌方面に毎時2本の特急列車と普通列車が運行されている。
- 北海道旅客鉄道（JR北海道）廃線区間
  - 札沼線（学園都市線） : 月ヶ岡駅 - 知来乙駅 - 石狩月形駅 - 豊ヶ岡駅 - 札比内駅　※中心駅は石狩月形駅
  - 2020年（令和2年）5月7日付で、北海道医療大学駅 - 新十津川駅間の廃止とともに町内全駅が廃駅となった[10][11][12][13]。

### バス
- 北海道中央バス（岩見沢営業所）[14] - 北村・岩見沢ターミナル方面
- 美唄自動車学校 - 浦臼町方面
- 下段モータース - 当別町方面
- 新篠津村営バス（ニューしのつバス） - 新篠津村・江別駅前方面

### タクシー（美唄圏エリア）
- タクシー会社
  - はーとハイヤー

### 道路

#### 一般国道
- 国道275号（空知国道）

#### 主要地方道
- 北海道道6号岩見沢月形線
- 北海道道11号月形厚田線
- 北海道道33号美唄月形線（町内は道道6号岩見沢月形線と重複）

#### 一般道道
- 北海道道275号月形峰延線（町内は道道6号岩見沢月形線と重複）
- 北海道道376号石狩月形停車場線
- 北海道道1121号月形幌向線

#### 道の駅
- 275つきがた

## 名所・旧跡・観光スポット
町の文化財
- 樺戸集治監本庁舎 – - 月形樺戸博物館[2]
- 北海回覧記
- 樺戸集治監水道遺跡

観光
- 皆楽公園（道の駅275つきがた）
- 月形温泉ゆりかご
- 宿泊研修センター「はな工房」
- 農村体験施設「つち工房」
- 道民の森月形地区
- 月形樺戸博物館(旧 北海道行刑資料館)

イベント・祭事・催事
- つきがた夏まつり
- つきがたSNOWフェスティバル （平成17年度をもって開催終了）
- メロンジャム[15] 1986年（昭和61年） - 2005（平成17年）

月形町の「日本一」
- 道民の森：日本一広い森林公園（月形町・当別町）

## 歴史的施設

### 樺戸集治監：月形と矯正施設
月形には樺戸集治監が置かれていた歴史があり、町営の月形樺戸博物館が設置されている。
- 集治監：現在の「刑務所」に近いが、性質はやや異なる。西南戦争などで生まれた国事犯対策にくわえ、北海道の開発の人的資源の確保をあわせた複合型行刑施設として1878年に元老院で設置の決議がなされたのがはじまり。のちの樺戸集治監初代典獄となる月形潔が設置調査団団長として候補地の調査に当たった。典獄はいわゆる「所長」。ただし、集治監の性質から、これも現在の刑務所所長よりはるかに強大な権限が持たされていた。これは典獄が樺戸警察署長や樺戸他郡長を兼ねたりもしていたことからも、典獄と集治監の存在意義をおしはかることができよう。
- 月形潔は典獄の激務によって体調を崩し、若くして世を去っている。
- 現在の月形刑務所は、1983年に新設された。これは直接には樺戸集治監の流れを汲む物ではなく、東京・中野刑務所の廃止・移転に由来する設置であった。
- 大河ドラマ『獅子の時代』で取り上げられている。北海道が大河ドラマで取り上げられた珍しい例である。
- 映画『北の螢』（1984年 監督：五社英雄、主演：仲代達矢）で描かれている。
- 月形町にはもう一つの矯正施設として「月形学園」（少年院）も設置されているが、政令指定都市はおろか人口3000人程度の町に二つの矯正施設が設置されているのは全国的にも稀な例である。
- タコ部屋労働の始まりは同監獄を初めとする北海道の監獄の囚人の労働である。
- 北村は1883年札幌から来た滝本嘉助が樺戸集治監看守として初めて入植を行った村である。
- 元新選組隊士の永倉新八は同集治監で剣術を教えていた。
- 西川寅吉が収監された刑務所の一つ。
- 月形町篠津山墓地に過去の収容者の墓地がある。1968年（昭和43年）には北海道開道百年樺戸監獄物故者神仏合同慰霊祭が同墓地にて行われた[16]。

### 円山公園
月形の円山中腹にある円山杉林は、集治監の囚人たちが手入れしたといわれている歴史のある場所である。

## ゆかりの人物
- 五十嵐浩晃 （歌手） 中学・高校時代を月形町で過ごした。生まれは美唄市。

## 北海道日本ハムファイターズ2017年応援大使
- 北海道日本ハムファイターズの事業「北海道179市町村応援大使｣企画で、当時町内でたった一人の野球少年が大谷翔平を引き当て2017年 月形町の応援大使「大谷翔平･新垣勇人」が選ばれる。
- 2017年11月22日、大谷翔平が来町。役場をはじめ、月形小学校、福祉施設、月形温泉そして樺戸博物館を訪れる。
- 応援大使企画で初めて、大谷翔平トークショーの中継が入る（新垣勇人は当日体調不良のため欠席）。
- 翌年、大谷翔平はアメリカ大リーグのエンゼルスに加入したため、応援大使最後の町となる。